# Mistrzostwa Polski w Skokach Narciarskich 1972
47. Mistrzostwa Polski w Skokach Narciarskich – zawody o mistrzostwo Polski w skokach narciarskich, które odbyły się w dniach 20-23 lutego 1972 roku na Średniej i Wielkiej Krokwi w Zakopanem.
W konkursie indywidualnym na skoczni normalnej zwyciężył Adam Krzysztofiak, srebrny medal zdobył Stanisław Gąsienica-Daniel, a brązowy – Tadeusz Pawlusiak. Na dużym obiekcie najlepszy okazał się Wojciech Fortuna przed Gąsienicą Danielem i Krzysztofiakiem.

## Wyniki

### Konkurs indywidualny na dużej skoczni (20.02.1972)
| Miejsce | Zawodnik                   | Klub                   | Skok 1 | Skok 2 | Punkty |
| ------- | -------------------------- | ---------------------- | ------ | ------ | ------ |
| 1.      | Wojciech Fortuna           | Wisła-Gwardia Zakopane | 109,0  | 108,5  | 256,5  |
| 2.      | Stanisław Gąsienica-Daniel | Wisła-Gwardia Zakopane | 107,5  | 107,5  | 245,0  |
| 3.      | Adam Krzysztofiak          | WKS Zakopane           | 103,5  | 105,0  | 229,9  |
| 4.      | Tadeusz Pawlusiak          | BBTS Bielsko-Biała     | 101,5  | 104,5  | 228,4  |
| 5.      | Czesław Janik              | Wisła-Gwardia Zakopane | 102,0  | 107,0  | 225,1  |
| 6.      | Józef Przybyła             | LKS Klimczok Bystra    | 102,0  | 100,5  | 220,5  |
| 7.      | Józef Kocyan               | LKS Wisła Istebna      | 102,5  | 98,5   | 219,9  |
| 8.      | Marian Ligocki             | Start Wisła            | 101,5  | 102,5  | 217,1  |

W konkursie wzięło udział 41 zawodników.

### Konkurs indywidualny na normalnej skoczni (23.02.1972)
| Miejsce | Zawodnik                   | Klub                   | Skok 1 | Skok 2 | Punkty |
| ------- | -------------------------- | ---------------------- | ------ | ------ | ------ |
| 1.      | Adam Krzysztofiak          | WKS Zakopane           | 70,5   | 72,5   | 234,1  |
| 2.      | Stanisław Gąsienica-Daniel | Wisła-Gwardia Zakopane | 70,0   | 72,5   | 230,8  |
| 3.      | Tadeusz Pawlusiak          | BBTS Bielsko-Biała     | 70,0   | 69,5   | 223,3  |
| 4.      | Wojciech Fortuna           | Wisła-Gwardia Zakopane | 70,0   | 70,5   | 222,6  |
| 5.      | Czesław Janik              | Wisła-Gwardia Zakopane | 69,0   | 71,5   | 218,1  |
| 6.      | Józef Przybyła             | LKS Klimczok Bystra    | 67,5   | 68,5   | 215,4  |
| 7.      | Stanisław Murzyniak        | WKS Zakopane           | 66,0   | 67,0   | 210,6  |
| 8.      | Lech Nadarkiewicz          | WKS Zakopane           | 66,0   | 66,5   | 207,8  |

W konkursie wzięło udział 51 zawodników.